# Rudolf Gosekuhl
Rudolf Gosekuhl (* 1898 in Köln; † 1951 in Bad Godesberg) war ein deutscher Porträt-, Landschafts- und Stilllebenmaler der Düsseldorfer Schule.

## Leben
Von 1916 bis 1921 studierte Gosekuhl Malerei an der Kunstakademie Düsseldorf, dann an der Akademie der Bildenden Künste München. Befreundet war er mit dem Maler Louis Ziercke, dessen Schwester er heiratete. Gosekuhl ließ sich in seiner Vaterstadt Köln nieder, wo er im April 1933 in der Domgalerie durch ein Porträt von Adolf Hitler, zu dessen bevorzugten Künstlern er gehörte, Aufmerksamkeit erlangte. Im gleichen Jahr schuf er ein Porträt des Wirtschaftswissenschaftlers Eugen Schmalenbach. Im Oktober 1933 war er in der vom Kölnischen Kunstverein und vom Kampfbund für deutsche Kultur (KfdK) organisierten Ausstellung „Das Kölner Stadtbild“ vertreten. 1934 beteiligte er sich an dem von der Nationalsozialistischen Volkswohlfahrt und den Rheinischen Blättern des KfdK ausgeschriebenen Wettbewerb „Mutter und Kind“, dessen Ergebnisse in einer Lichthof-Ausstellung im Kölner Museum für Kunsthandwerk präsentiert wurden. 1935 stellte er in der ersten „Gauaustellung“ des Gaus Köln-Aachen aus. In einer Werkausstellung bei Stollwerck, die in die „Gaukulturwoche“ des Jahres 1938 eingebunden war, war er ebenfalls neben anderen Malern vertreten. Ab 1943 lebte Gosekuhl in Bad Godesberg.